# Composition des équipes du Championnat de France masculin de handball 2017-2018
Cet article liste la composition des équipes participantes au Championnat de France masculin de handball 2017-2018,.
L'âge, le club, le nombre de sélections et le nombre de buts sont en date du 1er septembre 2017, date de la première journée du championnat.

## Principaux transferts
Parmi l’ensemble des transferts, une liste non exhaustive des principaux transferts de l'intersaison est
| Nat. | Joueur            | Champ. | Club 2016-2017        | Champ. | Club 2017-2018          |
| ---- | ----------------- | ------ | --------------------- | ------ | ----------------------- |
|      | William Accambray |        | Paris Saint-Germain   |        | Veszprém KSE            |
|      | Benjamin Afgour   |        | Dunkerque HGL         |        | Montpellier Handball    |
|      | Igor Anic         |        | Saran Loiret Handball |        | RK Celje                |
|      | Xavier Barachet   |        | Paris Saint-Germain   |        | Saint-Raphaël VHB       |
|      | Rodrigo Corrales  |        | Wisła Płock           |        | Paris Saint-Germain     |
|      | Jure Dolenec      |        | Montpellier Handball  |        | FC Barcelone            |
|      | Slaviša Đukanović |        | Saint-Raphaël VHB     |        | Pays d'Aix UCH          |
|      | Kiril Lazarov     |        | FC Barcelone          |        | Handball Club de Nantes |
|      | Marko Mamić       |        | Dunkerque HGL         |        | KS Kielce               |
|      | Melvyn Richardson |        | Chambéry SMBH         |        | Montpellier Handball    |
|      | Chema Rodríguez   |        | Veszprém KSE          |        | Saran Loiret Handball   |
|      | Sander Sagosen    |        | Aalborg Håndbold      |        | Paris Saint-Germain     |

De plus la saison est marquée par l’arrêt de plusieurs joueurs importants pour leurs clubs : Bastien Lamon après 16 saisons à Dunkerque, Jean-Philippe Haon et Florent Ferreiro après respectivement 18 et 4 saisons à Nîmes, Rémi Calvel après 17 saisons à Toulouse.

## Transferts par club

### Légende
et   indique les joueurs étant respectivement arrivés et partis en cours de saison.

### Pays d'Aix UCH
Transferts
| Départs - Romain Guillard (JS Cherbourg) - Thomas Bauer (Massy EHB) - Ole Erevik (GOG Svendborg TGI, ) - Yvan Gérard (USAM Nîmes Gard) - Vincent Thouvenot (arrêt) - Slaviša Đukanović (arrêt après problème cardiaque, novembre 2017) - Mohamed Mamdouh (Montpellier Handball, décembre 2017) | Arrivées - Wesley Pardin (Fenix Toulouse) - Tim Dahlhaus (SG BBM Bietigheim, ) - Noah Gaudin (Sélestat AHB) - Théo Derot (HBC Nantes) - Slaviša Đukanović (Saint-Raphaël VHB) - Darko Cingesar (RK Zagreb, ) - Iñaki Peciña (La Rioja ) - Jože Baznik (RK Gorenje Velenje, ) |

### Cesson-Rennes
Transferts
| Départs - Mathieu Lanfranchi (arrêt) - Ibrahima Sall (Massy EHB) - Jérémy Suty (USAM Nîmes Gard) - Wilson Davyes (Dunkerque HGL) - Romaric Guillo (HBC Nantes, 02/2018) | Arrivées - Thomas Bolaers (Billère Handball) - Florian Delecroix (prêt, HBC Nantes) - Arber Qerimi (Initia HC Hasselt, ) - Simon Ooms (Initia HC Hasselt, ) - Mathieu Lanfranchi (joker, 11/2017) - Jakub Mikita (Csurgói KK, ) |

### Chambéry SMB HB
Transferts
| Départs - Melvyn Richardson (Montpellier Handball) - Edin Bašić (Chartres MHB 28) - Rémi Feutrier (Chartres MHB 28) - Grégoire Detrez (Chartres MHB 28) - Marko Panić (KS Azoty-Puławy ) - Damir Bičanić (RK Zagreb ) - João da Silva (Benfica Lisbonne ) - Mosbah Sanai (destination inconnue 01/2018) | Arrivées - Mosbah Sanai (El Jaish SC ) - Amine Bannour (Club africain ) - Niko Mindegia (KIF Copenhague ) - Sandro Obranović (RK Zagreb ) |

### Dunkerque HGL
Transferts
| Départs - Julian Emonet (HBC Nantes) - Marko Mamić (KS Kielce ) - Alexandre Demaille (Saint-Raphaël VHB) - Benjamin Afgour (Montpellier Handball) - Žarko Pejović (RK Gorenje Velenje ) - Bastien Lamon (arrêt) | Arrivées - Oleg Grams (Medvedi Tchekhov ) - Alexandro Pozzer (CB Puerto Sagunto ) - Jeffrey M'Tima (Paris SG) - Dylan Garain (prêt Paris SG) - Wilson Davyes (Cesson-Rennes MHB) - Haniel Langaro (La Rioja ) - Abdelkader Rahim (sans club 11/2017) |

### US Ivry
Transferts
| Départs - Thomas Cauwenberghs (Sélestat AHB) - Juan Del Arco (La Rioja ) - Elohim Prandi (USAM Nîmes Gard) - Ivan Stankovic (?) - Mikhaïl Tchipourine (?) | Arrivées - Youssef Benali (Espérance Tunis ) - Yosdany Rios (HK Drott Halmstad ) |

### Massy EHB
Transferts
| Départs - Vladimir Perišić (Fenix Toulouse) - Benjamin Braux (ent. Tremblay-en-France HB) - Luc Steins (Tremblay-en-France HB) - Nicolas Gauthier (SMV Vernon) - Yohan Herbulot (Sélestat AHB) - Jesper Meinby (Aalborg Håndbold ) - Armi Part (?) - Thomas Bauer (ØIF Arendal 01/2018) | Arrivées - Tarik Hayatoune (ent. Amiens Picardie Hand) - Jules Portet (Besançon) - Welsau Bungué (Amiens Picardie Hand) - Samir Bellahcene (Montpellier Handball) - Thomas Bauer (Pays d'Aix UCH) - Ibrahima Sall (Cesson-Rennes MHB) - Patryk Walczak (KS Kielce ) - Jonathan Mollerup (Ajax Copenhague ) - Mirko Herceg (RK Nexe ) - Nicolas Huyghe (février 2018 Villeurbanne Handball Association) |

### Montpellier Handball
Transferts
| Départs - Jure Dolenec (FC Barcelone) - Miha Žvižej (Bjerringbro-Silkeborg ) - Arthur Anquetil (Sélestat AHB) - Samir Bellahcene (Massy EHB) | Arrivées - Melvyn Richardson (Chambéry SMB HB) - Benjamin Afgour (Dunkerque HGL) - Mohamed Soussi (Club africain ) - Mohamed Mamdouh (Montpellier Handball décembre 2017) |

### HBC Nantes
Transferts
| Départs - O'Brian Nyateu (USAM Nîmes Gard, 3 ans) - Théo Derot (Pays d'Aix Université Club handball, 2 ans) - Florian Delecroix (Cesson Rennes Métropole Handball, prêt 1 an) - Julien Salmon (Angers Noyant Handball (N1), prêt 1 an) - Mahmoud Gharbi (Retraite sportive) | Arrivées - Julian Emonet (Dunkerque HBGL, 2 ans) - Kiril Lazarov (FC Barcelone , 2 ans) - Rudolf Faluvégi (Csurgói KK , 2 ans) - Guillaume Saurina (11/2017) (CSM Bucarest , 8 mois) - Romaric Guillo (02/2018) (Cesson Rennes MHB, 3.5 ans) - Espen Lie Hansen (02/2018) (HC Midtjylland , 1.5 ans) |
| | |
| Renouvellements - Rock Feliho (2 ans) - David Balaguer (3 ans) - Senjamin Burić (1 an) | Premier contrat pro - Dragan Pechmalbec (3 ans) |

### USAM Nîmes Gard
Transferts
| Départs - Paweł Podsiadło (KS Azoty-Puławy ) - Olivier Marroux (Valence Handball) - Alberto Aguirrezabalaga (?) - Thomas Tésorière (arrêt) - Jean-Philippe Haon (arrêt) - Florent Ferreiro (arrêt) - Snorri Steinn Guðjónsson (Valur Reykjavik ) - Stevan Sretenovic (?) - Aljoša Rezar (octobre 2017 Bjerringbro-Silkeborg ) - Jimmy Brun (février 2018 Istres Provence Handball) | Arrivées - O'Brian Nyateu (HBC Nantes) - Tomi Vozab (Saran Loiret Handball) - Jérémy Suty (Cesson-Rennes MHB) - Yvan Gérard (Pays d'Aix UCH) - Hichem Kaabeche (Istres) - Mohamed Sanad (La Rioja ) - Téodor Paul (janvier 2018 Váci KSE ) |

### Paris SG
Transferts
| Départs - Xavier Barachet (Saint-Raphaël VHB) - Jeffrey M'Tima (Dunkerque HGL) - William Accambray (Veszprém KSE ) - Dylan Garain (prêt Dunkerque HGL) - Gorazd Skof (HC Erlangen ) | Arrivées - Sander Sagosen (Aalborg Håndbold ) - Rodrigo Corrales (Wisła Płock ) - Jovo Damjanović (El Jaish SC ) |

### Saran Loiret Handball
Transferts
| Départs - Igor Anic (RK Celje ) - Tomi Vozab (USAM Nîmes Gard) | Arrivées - Chema Rodriguez (Veszprém KSE ) - Hadrien Ramond (Nancy) - Quentin Eymann (Besançon) |

### Saint-Raphaël Var Handball
Transferts
| Départs - Jan Stelhik (Hazen ) - Slaviša Đukanović (Pays d'Aix UCH) - Sébastien Garain (Antibes) | Arrivées - Xavier Barachet (Paris SG) - Alexandre Demaille (Dunkerque HGL) |

### Fenix Toulouse Handball
Transferts
| Départs - Rémi Calvel (arrêt) - Vasko Ševaljević (Tremblay-en-France HB) - Wesley Pardin (Pays d'Aix UCH) - Andreas Cederholm (GWD Minden ) - Petr Linhart (HSC 2000 Cobourg ) | Arrivées - Vladimir Perišić (Massy EHB) - Gaël Tribillon (Chartres MHB28) - Rafał Przybylski (KS Azoty-Puławy ) - Kasper Kisum (TMS Ringsted ) - Arnau García (BM Granollers ) |

### Tremblay-en-France Handball
Transferts
| Départs - Mladen Bojinović (fin de carrière) - Nabil Slassi (SMV Vernon) - David Christmann (entr. ?) | Arrivées - Vasko Ševaljević (Fenix Toulouse) - Luc Steins (Massy EHB) - Benjamin Braux (ent. Massy EHB) - Sassi Boultif (El Nasr ) - Luka Sebetić (RK Zagreb ) |